# Bartlett (Nebraska)
Bartlett – wieś w Stanach Zjednoczonych, w stanie Nebraska, siedziba administracyjna hrabstwa Wheeler.